# Ochyrocera peruana
Espèce
Ochyrocera peruana est une espèce d'araignées aranéomorphes de la famille des Ochyroceratidae.

## Distribution
Cette espèce est endémique du Pérou.

## Étymologie
Son nom d'espèce lui a été donné en référence au lieu de sa découverte, le Pérou.

## Publication originale
- Ribera, 1978 : Resultados faunisticos de diversas campañas realizadas en America Latina I: Una nueva especie cavernícola del norte de Perú: Ochyrocera peruana (Araneae: Ochyroceratidae). Speleon, vol. 24, p. 23-29.